# Hỏa hoạn

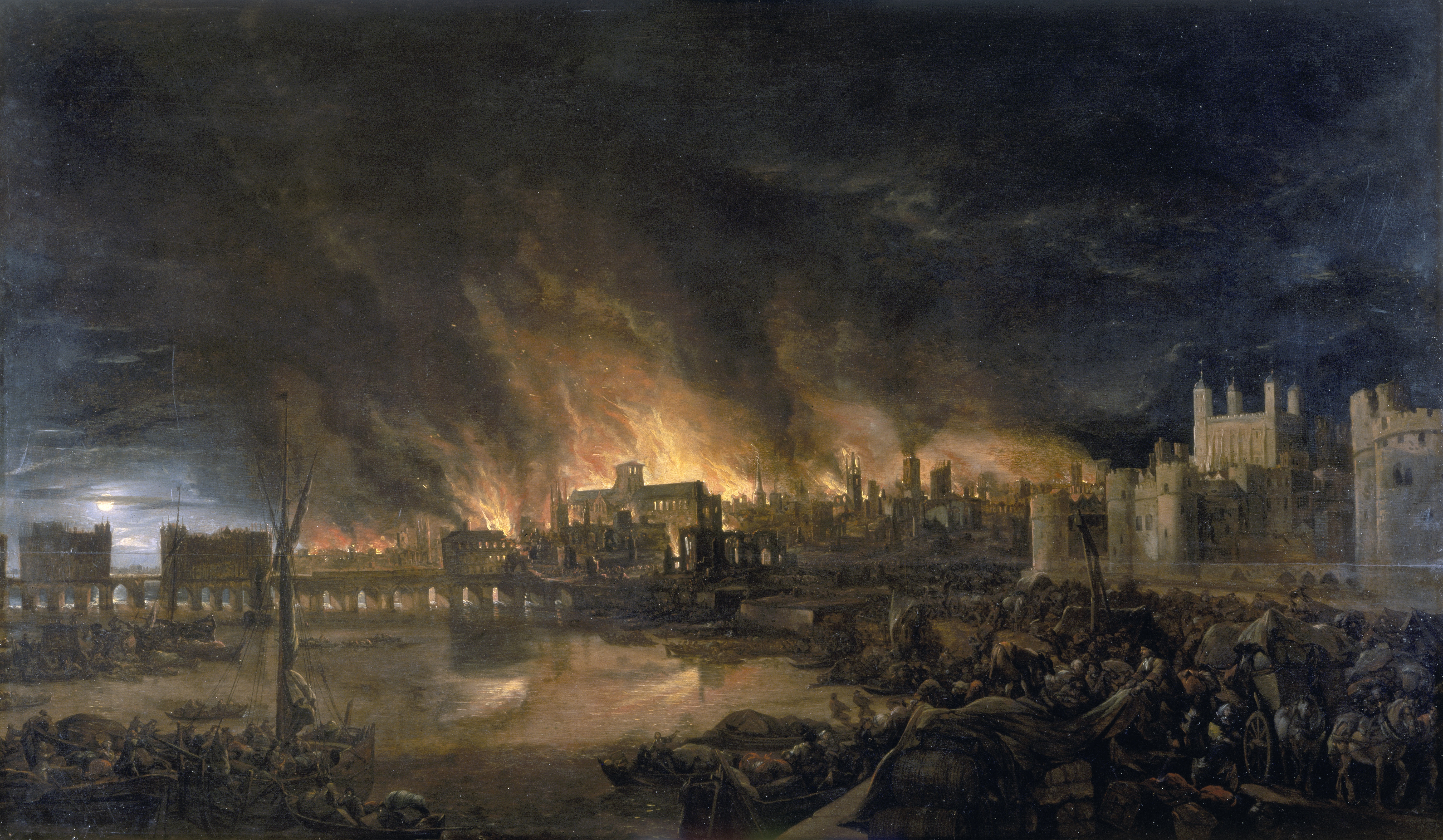
Đại hỏa hoạn Luân Đôn 1666

Hỏa hoạn là hiểm họa do lửa gây ra. Hỏa hoạn là thuật ngữ để chỉ một đám cháy lớn thiêu đốt phá hủy tài sản (cháy nhà và công trình xây dựng), đe dọa đến sức khỏe và cuộc sống của con người, sự sống động vật và thiêu đốt thảm thực vật (cháy rừng). Một trận hỏa hoạn có thể do tự nhiên gây ra bởi thiên tai (như núi lửa phun, sét đánh gây cháy rừng; động đất gây chập điện, nổ khí ga), hay do con người vô tình hay cố ý tạo ra (đốt cháy).

## Tại Việt Nam

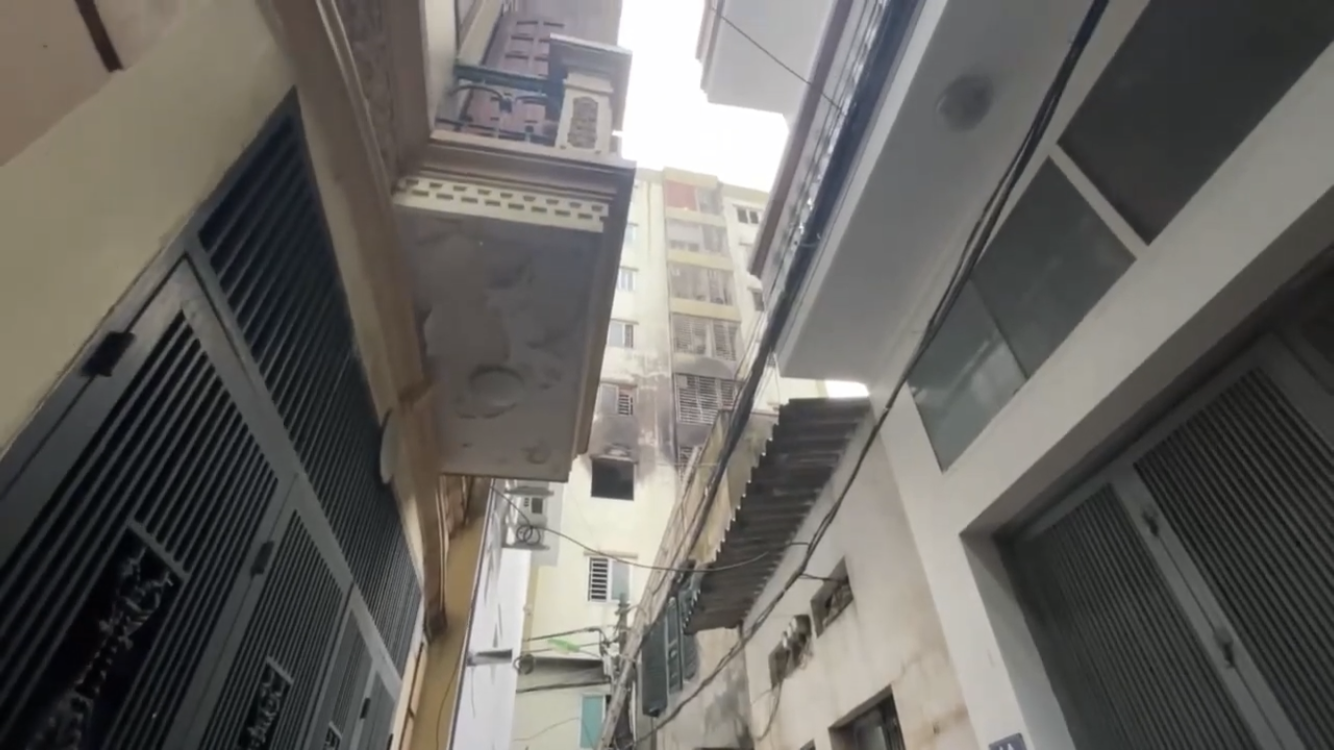
Vụ hỏa hoạn chung cư mini ở Khương Hạ 2023

Do những vụ cháy xảy ra đã hoả hoạn và số người thương vong lớn nhất trong lịch sử Việt Nam. được trở lại kể từ sau vụ hoả hoạn Trung tâm Thương mại Quốc tế ở Thành phố Hồ Chí Minh vào năm 2002.
Nhà thờ Tiê Lo Ni thiết kế của kiến trúc sư người Pháp sự cố hỏa hoạn thảm khốc gần bên Chợ Bình Tây cùng với ít nhất 27 người chết xảy ra vào năm 1962.